# السعودية.
السعودية. (as-Sa'udijja, punycode: .xn--mgberp4a5d4ar) – krajowa domena najwyższego poziomu o nazwie zapisanej pismem arabskim, przypisana do Arabii Saudyjskiej. Została uruchomiona 5 maja 2010 roku. 
Saudyjska domena najwyższego poziomu o nazwie łacinskiej to .sa. 